# Mała Słupina
Mała Słupina (potocznie Stołpa, kaszub. Słëpiniô) – rzeka na Pojezierzu Kaszubskim, mająca swoje źródła w okolicach miejscowości Trzy Rzeki w gminie Przodkowo. W miejscowości Młynek rzeka przyjmuje jako dopływ Klasztorną Strugę. Słupina uchodzi do Raduni w Żukowie.